# 枯苞芋属
枯苞芋属（学名：Holochlamys）是天南星科开花植物的单型属。枯苞芋（Holochlamys beccarii）是枯苞芋属中唯一的物种。它原产于新几内亚和俾斯麦群岛，生长在低地溪流附近的泥土中或高海拔地区的岩石河床中。
该物种主要是沿流植物，且与白鹤芋属密切相关。枯苞芋属与白鹤芋属非常相似，只是在枯苞芋中，佛焰苞紧握着肉穗花序。此外，枯苞芋的花序在开花后迅速腐烂，而白鹤芋不会发生这种情况。它的花序出现在叶子下面，有白色的佛焰苞和肉穗花序。肉穗花序与佛焰苞的长度大致相同，并产生坚韧的果实。它的果实中含有非常小的种子。它的叶子的大小差异很大，但通常是椭圆形或披针形。